# Nice (Unix)
A nice egy standard  Unix parancs, mely egy újonnan indítandó folyamat prioritásának megadására szolgál.
Alakja:
```
nice [ -n 
prior
 ] 
parancs
 
paraméter
... 
```

A parancs a prior értéket állítja be az indítandó parancs nice-értékének. A -n paraméter default értéke 10. A programok nice nélkül 0-s nice-értékkel indulnak.
Minél nagyobb egy folyamat nice-értéke, annál kisebb a prioritása. Csak a superuser adhat meg negatív értékeket, s növelheti ezáltal egy folyamat futási sebességét.
Már futó program prioritásának megváltoztatása:
```
renice [ -n ] 
prior
 [ -u | -p | -g ] 
azonosító
...
```

A -n kapcsoló elhagyható. prior lehet egy nice-érték, vagy plusz-jellel kezdve annak növekménye. Normál felhasználó akkor sem csökkentheti a nice-értéket, ha korábban ő növelte meg.
azonosító jelentése az előtte álló kapcsolótól függ:
- -u: felhasználó. Az összes felhasználó által indított processz prioritása változik.
- -p: processzazonosító (default). Az azonosítók pl. a ps vagy top paranccsal kérdezhetők le.
- -g: processzcsoport.

A visszatérési érték 0, ha a művelet sikeres volt, és -1 különben.
Egy folyamat prioritását a rendszer a következő képlettel határozza meg:
folyamat_prioritás = alap_prioritás + elhasznált_processzoridő / konstans + nice_érték
A nice érték minden esetben egy -20 és 19 közötti egész szám.